# Русская Биляморь
Русская Биляморь  — деревня в Уржумском районе Кировской области в составе Уржумского сельского поселения.

## География
Находится на расстоянии примерно 7 километров на юг-юго-запад от районного центра города Уржум.

## История
Известна с 1716 года как деревня Малые Билямори с 9 дворами. В 1748 году учтено 92 души ясашных крестьян (мужского пола), в 1802 206. В 1873 году учтено дворов 81 и жителей 628, в 1905 164 и 1017, в 1926 166 и 734 соответственно (по трем слободам, на которые разделено было село: Александровская (52 хозяйства), Американская (41 хозяйство) и Николаевская (72 хозяйства). С 1939 года снова единое село Русский Билямор. В 1950 году в селе (уже Биляморь) учтено 127 хозяйств и 354 жителя. С 1978 года деревня с нынешним названием. В 1989 году оставалось 180 жителей. Александро-Невская деревянная церковь была построена в 1892.

## Население
Постоянное население составляло 116 человека (русские 86 %) в 2002 году, 62 в 2010.